# Perfect (гурт)
Perfect — польський рок-гурт.
Гурт заснований в 1977 році барабанщиком Войцехом Моравським (Wojciech Morawski), басистом Здзіславом Завадзьким (Zdzisław Zawadzki) і гітаристом Збігнєвом Холдисом (Zbigniew Hołdys).
Журналом «Non Stop» вони стали відомими за «Дебют 1978 року», а пісня «Jego nie ma» («Його немає») перемогла в номінації «Найкращий рок-твір». Вокалістами групи були Збігнєв Холдис і Бася Тшетшелевска.
На початку своєї кар'єри гурт виступав на розігрівах у зірок — Анни Янтар та Галіни Фронцковяк (Halina Frąckowiak), а також виступав у польських клубах в США. Тоді вони називалися «Perfect Super Show And Disco Band».

## Дискографія
- 1981 Perfect
- 1983 Live
- 1983 UNU
- 1987 Live April 1, 1987 (3LP)
- 1994 Katowice Spodek Live '94
- 1994 Jestem
- 1997 Geny
- 1998 Suwałki Live ´98
- 1999 Śmigło
- 2001 Live 2001
- 2001 Perfect Symfonicznie
- 2004 Schody
- 2007 Perfect — Trójka Live
- 2009 Z Archiwum Polskiego Radia vol. 20 — Perfect (2CD)
- 2010 XXX

| Валторна | Це незавершена стаття про музичний колектив. Ви можете допомогти проєкту, виправивши або дописавши її. |

## Зовнішні посилання
- Офіційна сторінка гурту Perfect [Архівовано 24 лютого 2021 у Wayback Machine.]
- Perfect у базі даних Архіву польської рок-музики